# 北西弘
北西 弘（きたにし ひろむ、1925年9月21日 - 2019年1月25日）は、浄土真宗の仏教史学者、元大谷大学学長。

## 経歴
石川県生まれ。1949年大谷大学文学部卒、52年同大学院文学研究科日本仏教史修士課程修了、大谷大助手、講師、助教授、71年教授。74年図書館長、76年文学部長、真宗綜合研究所長、86-87年学長。1976年「一向一揆の研究 能登阿岸本誓寺文書」で大谷大学文学博士。

## 著書
- 『一向一揆の研究』春秋社 1981
- 『真宗大谷派金沢別院史』北国出版社 1983
- 『覚信尼の生涯』真宗大谷派宗務所出版部 1984
- 『金沢専光寺文書』北国出版社 1985
- 『反古裏考証』真宗大谷派宗務所出版部 1985
- 『蓮如・現代と教団』北西弘博士還暦記念刊行会編 北国出版社 1985
- 『東本願寺近代史料 阿部恵水宗門秘顧録・下間頼信日記』北国出版社 1986
- 『蓮如上人筆跡の研究』春秋社 1999

### 共編著
- 『石山本願寺日記索引』薗田香融共著 清文堂出版 1966-1968
- 『能登阿岸本誓寺文書』編 清文堂出版 1971
- 『本願寺文書』千葉乗隆共編 柏書房 1976
- 『真宗史料集成 第3巻 一向一揆』編 同朋舎 1979
- 『木谷藤右衛門家文書』編 清文堂史料叢書 1999
- 『吉崎御坊願慶寺文書』編著 清文堂史料叢書 2005

### 記念論文集
- 『中世社会と一向一揆』北西弘先生還暦記念会編 吉川弘文館 1985
- 『中世仏教と真宗』北西弘先生還暦記念会編 吉川弘文館 1985

## 論文
- Cinii

## 注
1. ↑  『現代日本人名録』